# Kanton Fort-de-France-5
Kanton Fort-de-France-5 (francouzsky Canton de Fort-de-France-5) byl francouzský kanton v departementu Martinik v regionu Martinik. Tvořila ho část obce Fort-de-France. Zrušen byl v roce 2015.